# Gleisenhof (Himmelkron)
Gleisenhof (oberfränkisch: Glaisnhuf) ist ein Gemeindeteil der Gemeinde Himmelkron im Landkreis Kulmbach (Oberfranken, Bayern). Gleisenhof liegt in der Gemarkung Lanzendorf.

## Lage
Der Weiler bildet mittlerweile mit Lanzendorf im Westen und dem Gewerbegebiet Himmelkron-Ost im Osten eine geschlossene Siedlung. Östlich von Gleisenhof gibt es eine Terrassenkante, die als Geotop ausgezeichnet ist.

## Geschichte
Der Ort wurde im Jahre 1476 als „Gleishof“ erstmals urkundlich erwähnt. Das Bestimmungswort des Ortsnamens ist glîzen (mhd. für gleißen, glänzen). Der Ort war damals der Schafhof von Lanzendorf.
Gegen Ende des 18. Jahrhunderts bestand Gleisenhof aus zwei Anwesen. Das Hochgericht übte das bayreuthische Stadtvogteiamt Berneck aus. Das Stiftskastenamt Himmelkron war Grundherr der beiden Halbhöfe.
Mit dem Gemeindeedikt wurde Gleisenhof dem 1811 gebildeten Steuerdistrikt Himmelkron und der 1812 gebildeten Ruralgemeinde Lanzendorf zugewiesen. Am 1. Januar 1976 erfolgte im Zuge der Gebietsreform in Bayern die Eingemeindung von Gleisenhof nach Himmelkron.

### Einwohnerentwicklung
| Jahr      | 001818 | 001861 | 001871 | 001885 | 001900 | 001925 | 001950 | 001961 | 001970 | 001987 |
| Einwohner | 36     | 61     | 62     | 49     | 47     | 50     | 58     | 33     | 43     | 43     |
| Häuser    | 7      |        |        | 9      | 9      | 12     | 10     | 8      |        | 8      |
| Quelle    | [ 8 ]  | [ 11 ] | [ 12 ] | [ 13 ] | [ 14 ] | [ 15 ] | [ 16 ] | [ 17 ] | [ 18 ] | [ 1 ]  |

## Religion
Gleisenhof ist seit der Reformation evangelisch-lutherisch geprägt und bis heute nach St. Gallus (Lanzendorf) gepfarrt.